# Дэниел, Роберт Уильямс
Роберт Уильямс Дэниел (англ. Robert Williams Daniel, 11 сентября 1884 — 20 декабря 1940) — американский банкир, который прославился тем, что пережил крушение океанского лайнера, «Титаник» в 1912 году.

## Биография
Родился 11 сентября 1884 года в Ричмонде, штат Виргиния, в семье Джеймса Робертсона Вивиан Дэниела, адвоката, и Холли Уайз Дэниел (урождённая Уильямс). Получил образование в местных школах и окончил Виргинский университет в 1903 году. В 1914 году женился на Элоизе Хьюз Смит, которая, так же, пережила потопление «Титаника», в 1923 году они развелись. 6 декабря 1923 года женился на Марджери Дюрант, дочери директора автомобильной компании, Уильяма Дюранта, у них родилась дочь, Марджери Рэндольф Дэниел (2 ноября 1924 — 23 мая 2013). Позже брак распался, и Дэниел женился на Шарлотте Бемисс Кристиан. У них был сын, Роберт Уильямс Дэниел – младший (17 марта 1936 — 4 февраля 2012).
После окончания университета начал карьеру в банковском деле и менеджменте. Его первая работа была в офисе управляющего движением железной дороги. Примерно в 1905 году он покинул компанию и занялся страховым бизнесом. В 1906 году Дэниел и его коллега основали страховую фирму «Daniel and Stearns».
К 1911 году работал банкиром и жил в Филадельфии. Иногда ездил в Европу в командировки. В конце 1911 года, во время пребывания в отеле Карлтон в Лондоне, здание загорелось, Дэниелу удалось спасти жизнь друга, который также проживал в этом отеле.

## «Титаник»
Утром 10 апреля 1912 года Дэниел поднялся на борт «Титаника» в Саутгемптоне в качестве пассажира первого класса, чтобы вернуться в Филадельфию из деловой поездки в Лондон. Он заплатил 30 фунтов 10 центов за свой билет и получил одну из кают первого класса в носовой части палубы А. Он взял с собой своего французского бульдога по кличке Гамин де Пикомб, которого недавно купил за 150 фунтов стерлингов. Позже, тем же вечером, когда корабль остановился в Шербуре, Дэниел послал матери в Ричмонд короткую телеграмму из трёх слов, чтобы сообщить ей, что он на борту «Титаника». Его собака погибла при крушении судна.
Дэниел пережил трагедию, но точный способ его побега с «Титаника» остаётся неизвестным, существуют расхождения по поводу того, в какой спасательной шлюпке он был спасён. Сообщения в прессе были самые разные, по крайней мере в одном из них утверждалось, что он плавал совершенно голым в Атлантическом океане в течение нескольких часов, прежде чем его подняли на борт спасательной шлюпки. Гораздо более правдоподобно звучит версия, учитывая температуру воды ниже нуля, что Дэниел забрался в одну из первых спасательных шлюпок, спущенных с правого борта лайнера. В тот момент мало кто из пассажиров верил в то, что корабль действительно утонет, и многие неохотно поднимались на борт спасательных шлюпок. В результате чего, места в шлюпках оказались невостребованными, некоторые были заполнены только наполовину. Некоторым мужчинам разрешали сесть в спасательные шлюпки для того, чтобы те гребли вёслами.
Сам Дэниел никогда не рассказывал, в какой шлюпке его спасли. Некоторые выжившие сообщили, что видели его в спасательной шлюпке № 5. Третий помощник капитана, Герберт Питман, который отвечал за спасательную шлюпку № 5, сказал, что после того, как «Титаник» затонул, он хотел грести назад, чтобы найти выживших в воде, но пассажиры боялись быть сбитыми толпой и опрокинутыми, и убедили его не делать этого.
Согласно рассказам семьи Дэниела, он был спасён благодаря Молли Браун в спасательной шлюпке № 6, но нет никаких записей о том, что он находился в ней. В газетной статье, опубликованной в 1915 году, говорилось, что Дэниела подобрала спасательная шлюпка, в которой находилась женщина, ставшая теперь его женой. Известно, что миссис Смит, на которой он впоследствии женился, была спасена в шлюпке № 6.
Находясь на борту спасательного судна «Карпатия», Дэниел познакомился с другой выжившей на «Титанике», Элоизой Хьюз Смит, дочерью члена палаты представителей США, Джеймса Хьюза, чей муж, Люциан Смит, погиб во время катастрофы лайнера. Дэниел и Смит поженились в августе 1914 года, но вскоре Дэниел уехал в Лондон по делам и остался там на два месяца, в то время, как в Европе разразилась Первая мировая война. После его возвращения они поселились в роскошном доме в фешенебельном районе Филадельфии Роузмонт, Дэниел стал отчимом её сына Люциана-младшего, который родился через восемь месяцев после потопления. В 1916 году Дэниел ушёл на военную службу, получив офицерское звание в армии США. Он дослужился до звания майора. К моменту окончания войны в 1918 году супруги развелись.
В отличие от своего желания говорить с журналистами сразу после потопления в 1912 году, в последующие годы Дэниел отказывался говорить о катастрофе «Титаника». Это могло быть вызвано травматическим характером события или тем клеймом, которое многие выжившие пассажиры мужского пола чувствовали как пережившие трагедию, унесшую жизни стольких женщин и детей. Возможно также, что фантастическая история о выживании, которую он поведал журналистам в молодости, была небылицей, и он, к тому времени известный политик, не хотел отвечать на вопросы. В статье 1993 года внучка Дэниела рассказала: «Он никогда не говорил о катастрофе «Титаника», потому что он был мужчиной 28-ми лет, очень спортивным и здоровым человеком, который выжил, и вся эта история с женщинами и детьми была для него клеймом позора. Поэтому он никогда и не говорил об этом».

## Дальнейшая жизнь
Позже Дэниел был назначен вице-президентом банка Либерти в Нью-Йорке, затем стал президентом и председателем правления. Узнав, что Дэниел проводит время с другой женщиной в Нью-Йорке, его бывшая жена Элоиза попросила о разводе и получила его в марте 1923 года, сославшись в своём заявлении на неизвестную блондинку. 6 декабря 1923 года Дэниел женился на миссис Эдвин Рутевен Кэмпбелл. В браке родилась дочь, Марджери Рэндольф Дэниел (2 ноября 1924 – 23 мая 2013). Дэниелы купили Брендон, одну из плантаций Джеймс-Ривер в округе Принс-Джордж, штат Виргиния, в 1926 году и восстановили особняк 18-го века. Супруги развелись в сентябре 1928 года, но Дэниел сохранил историческое поместье, где он управлял молочной фермой, содержал конюшню лошадей и занимался охотой.
10 октября 1929 года Дэниел женился в третий и последний раз на своей дальней родственнице, миссис Фрэнк Палмер Кристиан, из Ричмонда, штат Виргиния. Первый муж миссис Кристиан умер в 1918 году во время военной службы. Позже Дэниел стал председателем правления ричмондской трастовой компании. Их сын, Роберт Уильямс Дэниел-младший родился в марте 1936 года.

## Смерть
Несмотря на успех в профессиональном и политическом плане, Дэниел боролся с алкоголизмом, неудачными браками, посттравматическим стрессом и стигматизацией, связанной с тем, что он пережил катастрофу «Титаника», на протяжении большей части своей жизни. Он умер от цирроза печени 20 декабря 1940 года в Ричмонде и был похоронен на голливудском кладбище.